# غزازان
غزازان یک روستا در ایران است که در شهر بیارجمند واقع شده است. غزازان ۸۶۳ نفر جمعیت دارد.